# 미국의 공휴일
미국의 공휴일은 다음과 같다. 날짜로 지정된 공휴일은 토요일에 겹치면 직전 금요일, 일요일에 겹치면 직후 월요일을 대체휴일로 한다.
| 날짜                            | 공휴일 이름                | 비 고                                                                                                |
| ------------------------------- | -------------------------- | --- |
| 1월 1일                         | 새해 첫날                  | 1870년 지정                                                                                          |
| 1월 셋째 월요일 (1월 15~21일)   | 마틴 루터 킹 주니어 탄생일 | 1983년 추가                                                                                          |
| 2월 셋째 월요일 (2월 15~21일)   | 워싱턴 탄생일              | 1879년 지정, 1970년까지는 2월 22일, 하지만 학교와 관공서 제외 대부분 쉬지 않음                       |
| 5월 마지막 월요일 (5월 25~31일) | 메모리얼 데이              | 1888년 지정, 1970년까지는 5월 30일                                                                   |
| 6월 19일                        | 노예해방기념일             | 일명 준틴스, 2021년 지정, 하지만 학교와 관공서 제외 대부분 쉬지 않음                                 |
| 7월 4일                         | 독립기념일                 | 1870년 지정                                                                                          |
| 9월 첫째 월요일 (9월 1~7일)     | 노동절                     | 1894년 지정                                                                                          |
| 10월 둘째 월요일 (10월 8~14일)  | 콜럼버스의 날              | 1892년 지정, 1970년까지는 10월 12일, 하지만 학교와 관공서 제외 대부분 쉬지 않음                      |
| 11월 11일                       | 재향군인의 날              | 1938년 지정, 1971년부터 1977년까지는 10월 넷째 주 월요일, 하지만 학교와 관공서 제외 대부분 쉬지 않음 |
| 11월 넷째 목요일 (11월 22~28일) | 추수감사절                 | 1870년 지정, 1938년까지는 11월 마지막 목요일, 1939~1940년은 11월 셋째 주 목요일                      |
| 12월 25일                       | 크리스마스                 | 1870년 지정                                                                                          |

## 같이 보기
- 부활절논쟁